# Theloderma leporosum
Theloderma leporosum är en groddjursart som beskrevs av Johann Jakob von Tschudi 1838. Theloderma leporosum ingår i släktet Theloderma och familjen trädgrodor. IUCN kategoriserar arten globalt som livskraftig. Inga underarter finns listade i Catalogue of Life.